# يانغ شينهاي
يانغ شينهاي (17 يوليو 1968 - 14 فبراير 2004)، والمعروف أيضًا باسم يانغ تشيا ، ويانغ ليو، كان قاتلًا متسلسلًا صينيًا وقاتلًا جماعيًا اعترف بارتكاب 67 جريمة قتل و23 حالة اغتصاب بين عامي 1999 و2003. حكم عليه بالإعدام وتم تنفيذ الحكم به. لقد أطلق عليه الإعلام لقب "قاتل الوحش". وهو القاتل المتسلسل الأكثر شهرة في الصين منذ تأسيس جمهورية الصين الشعبية في عام 1949.

## سيرته
وُلِد يانغ في 17 يوليو 1968 في مقاطعة تشنغيانغ، خنان. كانت عائلته من أفقر العائلات في قريتهم. كان يانغ أصغر أربعة أطفال، وكان ذكيًا ومنطويًا. ترك المدرسة في عام 1985، في سن السابعة عشر، ورفض العودة إلى وطنه، وبدلاً من ذلك سافر حول الصين وعمل كعامل.

## الجرائم
في عامي 1988 و1991، حُكم على يانغ بالسجن لمدة 10 سنوات في معسكرات العمل بتهمة السرقة في شيآن، شنشي وشيجياجوانج، خبي. في عام 1996، حُكم عليه بالسجن لمدة خمس سنوات بتهمة محاولة الاغتصاب في تشوماديان، خنان وأُطلق سراحه في عام 1999.
وقعت جرائم القتل التي ارتكبها يانغ في الفترة ما بين عامي 1999 و2003 في مقاطعات آنهوي ، وخبي، وخنان، وشاندونغ. وفي الليل، كان يدخل منازل ضحاياه، ويقتل جميع من فيها ــ وخاصة المزارعين ــ بالفؤوس والمطارق والمجارف، وفي بعض الأحيان كان يقتل عائلات بأكملها. في كل مرة كان يرتدي ملابس جديدة وأحذية كبيرة.
في أكتوبر 2002، قتل يانغ أبًا وفتاة تبلغ من العمر ست سنوات باستخدام مجرفة واغتصب امرأة حامل، نجت من الهجوم بإصابات خطيرة في الرأس.

## الاعتقال والمحاكمة والإعدام
تم اعتقال يانغ في 3 نوفمبر 2003، بعد تصرفه بشكل مريب أثناء عملية تفتيش روتينية للشرطة لأماكن الترفيه في تسانغتشو ، خبي. وألقت الشرطة القبض عليه للتحقيق معه ، واكتشفت أنه مطلوب بتهمة القتل في أربع محافظات. حكمت محكمة الشعب المتوسطة لمدينة لوهي، خنان، على يانغ بالإعدام في الأول من فبراير/شباط 2004. في وقت صدور الحكم عليه، اعتقدت وسائل الإعلام الصينية الرسمية أنه نفذ أطول وأفظع عمليات القتل في تاريخ الصين. تم إعدام يانغ في 14 فبراير 2004 رميا بالرصاص.

## الدافع
وفقًا لبعض التقارير الإعلامية في وقت اعتقاله، كان دافع يانغ لارتكاب جرائم القتل هو الانتقام من المجتمع نتيجة للانفصال. ويُزعم أن صديقته تركته بسبب أحكام سابقة صدرت بحقه بتهمة السرقة والاغتصاب. وزعمت تقارير إعلامية لاحقة أن متعته بالسرقة والاغتصاب والقتل كانت الدافع وراء ذلك.
وفي حين لم يقدم يانغ دافعًا رسميًا على الإطلاق، فقد نُقل عنه قوله: "عندما قتلت الناس كانت لدي رغبة. وهذا ألهمني لقتل المزيد. لا يهمني ما إذا كانوا يستحقون الحياة أم لا هذا لا يعنيني، ليس لدي أي رغبة في أن أكون جزءًا من المجتمع. المجتمع ليس من اهتماماتي.

## قائمة جرائم القتل المتسلسلة التي ارتكبها
- 19 سبتمبر 2000، قرية جوزهوانغ، بلدة بيجياو، مقاطعة تشوانهوي، تشوكو ، خنان، جريمتي قتل.
- 1 أكتوبر 2000، تشونشوزوانغ، قرية شياويينغ، مدينة وانغديان، مقاطعة يينغتشو، فويانغ، آنهوي، 3 جرائم قتل، 1 اغتصاب.
- 15 أغسطس 2001، قرية فانجشيليو، بلدة جولينج، مقاطعة لينينغ، لوهي، خنان، 3 جرائم قتل، حالة اغتصاب واحدة.
- خريف 2001، بلدة كانجلو، مقاطعة شيهوا، تشوكو، خنان، جريمتي قتل.
- شتاء 2001، قرية جنوب شرق بلدة مقاطعة يي، بينجدينجشان، خنان، جريمتي قتل.
- 27 يناير 2002، مقاطعة تونغكسو ، كايفنغ ، خنان، 3 جرائم قتل، 1 اغتصاب.
- 30 يونيو 2002، بلدة تشيغانغ، مقاطعة فوجو، تشوكو، خنان، 4 جرائم قتل، حالة اغتصاب واحدة.
- 28 يوليو 2002، دنغتشو، نانيانغ، خنان، 4 جرائم قتل، 2 حالة اغتصاب.
- 22 أكتوبر 2002، قرية زهايهو، بلدة سونغجي، مقاطعة شيبينغ، تشوماديان، خنان، جريمتا قتل، واغتصاب واحد، وإصابة شخص واحد بجروح خطيرة.
- 8 نوفمبر 2002، قرية جاولي، بلدة شاوديان، مقاطعة شانغكاي، تشوماديان، خنان، 4 جرائم قتل، 2 اغتصاب، 1 إصابة خطيرة.
- 16 نوفمبر 2002، قرية ليوتشوانغ، مدينة تشانغشي، مقاطعة ويشي ، كايفنغ، هينان، جريمتي قتل، حالة اغتصاب واحدة.
- 19 نوفمبر 2002، قرية شيغواي، بلدة وانغمنغ، مقاطعة لينينغ، لوهي، خنان، جريمتي قتل.
- 1 ديسمبر 2002، قرية يانوان، بلدة وانجبيلي، مقاطعة لويي، تشوكو، خنان، جريمتا قتل، واغتصاب واحد، وإصابة شخص واحد بجروح خطيرة
- 6 ديسمبر 2002، قرية ليوتشوانغ، بلدة رينه، مقاطعة شيبينج، تشوماديان، خنان، 5 جرائم قتل، حالة اغتصاب واحدة.
- 13 ديسمبر 2002، قرية سيجيا، بلدة مالان، مقاطعة يانلينغ، شوتشانغ، خنان، جريمتي قتل.
- 15 ديسمبر 2002، شياوليتشوانغ، مدينة مياوشا، مقاطعة لينكوان، فويانغ، آنهوي، 3 جرائم قتل، 1 اغتصاب.
- 5 فبراير 2003، بلدة كوزهوانغ، مقاطعة شيانغتشنغ، شوتشانغ، خنان، 3 جرائم قتل، اغتصاب واحد، إصابة خطيرة واحدة.
- 18 فبراير 2003، بلدة تشيينغ، مقاطعة شيهوا، تشوكو، هينان، 4 جرائم قتل، 2 حالة اغتصاب.
- 23 مارس 2003، مدينة تشنغوان، مقاطعة مينكوان، شانغكيو، خنان، 4 جرائم قتل، حالة اغتصاب واحدة.
- 2 أبريل 2003، قرية سانليزهاي، بلدة تاويوان، مقاطعة كاو، هيزي، شاندونغ ، جريمتا قتل.
- 5 أغسطس 2003، قرية ليداو، شينغتاي، خبي، 3 جرائم قتل.
- 8 أغسطس 2003، قرية دونجليانجكسيانج، منطقة كياوكسي، شيجياتشوانغ، خبي، 5 جرائم قتل.

الإجمالي: 26 حادثة، 67 جريمة قتل، 23 حالة اغتصاب، 10 إصابات خطيرة متعمدة.